# AREX
AREX від (Airport Railroad Express) (кор. 인천국제공항철도) — повністю інтегрована з системою Сеульського метро швидкісна приміська залізнична лінія що поєднує Сеул з міжнародним аеропортом Інчхон. 

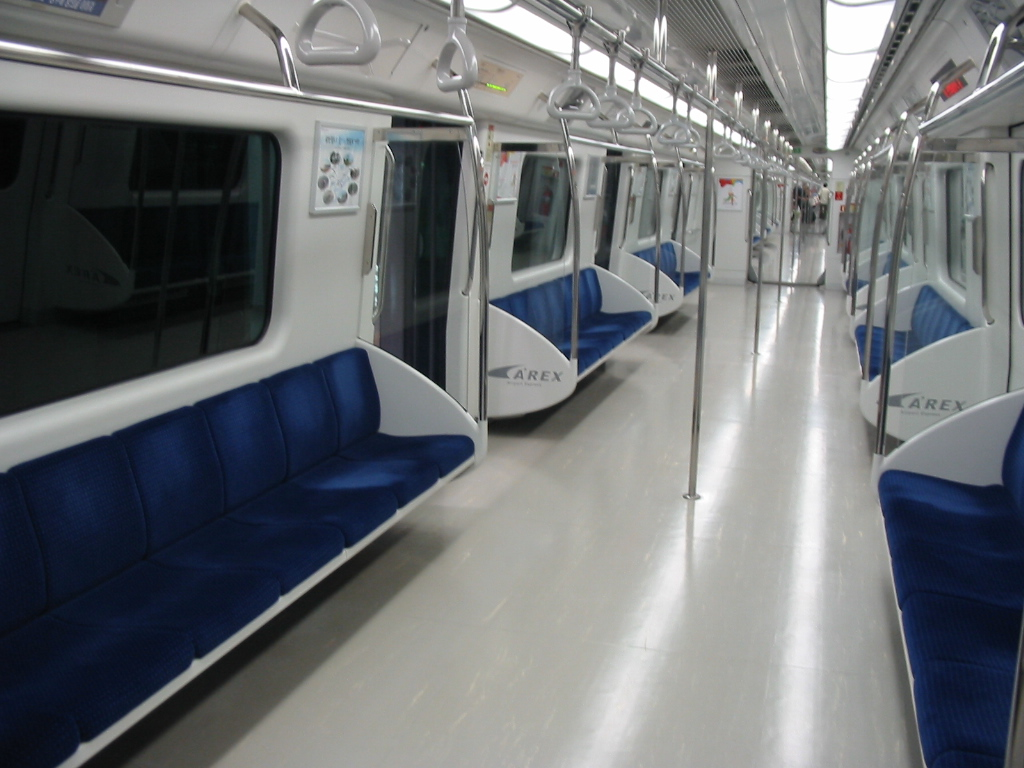
Всередині звичайного потягу

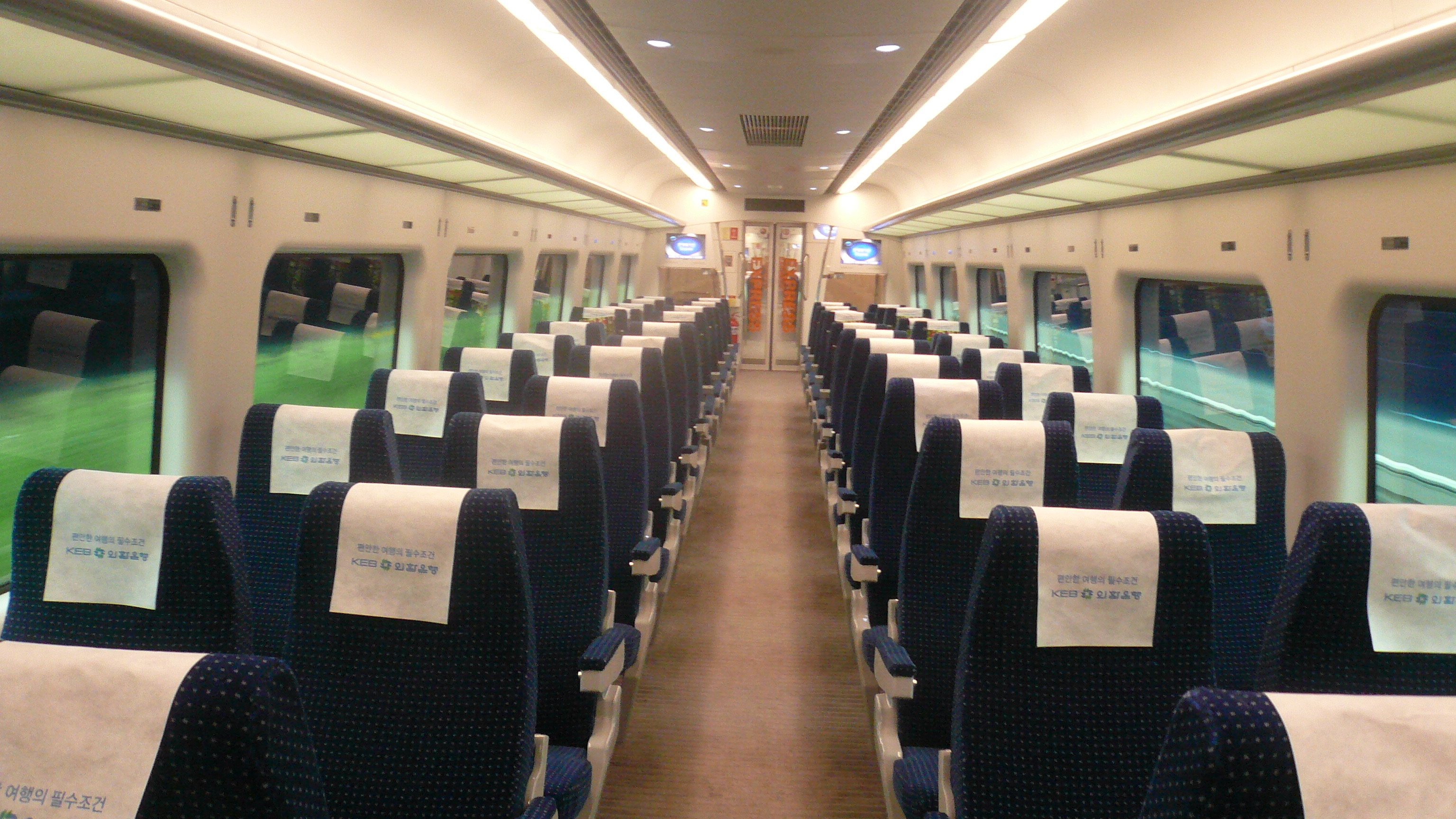
Всередині потягу-експрес

## Історія
Проект будівництва залізничної лінії в аеропорт був затверджений в 1998 році. Будівництво розпочалося 27 березня 2001 року

### Хронологія розвитку
- 23 березня 2007 — відкрилася початкова дільниця лінії з 6 станцій довжиною 37,6 км, між двома аеропортами Гимпхо та Інчхон (без декількох проміжних станцій).
- 29 грудня 2010 — відкрилася дільниця з 3 станцій до залізничного вокзалу Сеула (без декількох проміжних станцій).
- 30 листопада 2011 — на діючій дільниці відкрита станція «Конгдок».
- 21 червня 2014 — на діючій дільниці відкрита станція «Міжнародне місто Чхонгна».
- 26 березня 2016 — на діючій дільниці відкрита станція «Йонгчонг».
- 13 січня 2018 — розширення лінії на 1 станцію до «Термінал 2 Міжнародний аеропорт Інчхон».
- 29 вересня 2018 — планується відкрити на діючій дільниці станцію «Магогнару».

## Лінія
Лінія починається на головному залізничному вокзалі Сеула та прямує на захід. На кожній наступні станції в межах Сеула можливо здійснити безкоштовну пересадку на ту чи іншу лінію метро. Також можливо здійснити пересадку на обидві лінії Інчхонського метро та Маглев. Закінчується лінія на острові Йонгчонг на якому розташований Міжнародний аеропорт Інчхон. Близько 60 відсотків лінії побудовано під землею. Подорож між кінцевими станціями на потягах-експрес триває 43 хвилини, тоді як звичайні потяги долають цю відстань за 56 хвилин.

## Рухомий склад
На лінії курсують два типи потягів, звичайні потяги що зупиняються на кожній станції та потяги-експрес що курсують між залізничним вокзалом Сеула та терміналами міжнародного аеропорту без проміжних зупинок. Обидва типи рухомого складу виробництва Hyundai Rotem. Зовні вагони відрізняються кількістю дверей, як що вагони звичайних потягів виглядають як вагони метро з чотирма дверима з кожного боку, вагони потягів-експрес мають лише по дві двері з кожного боку. Рухомий склад складається з 168 вагонів (132 звичайні/36 експрес), лінію обслуговують 28 шестивагонних потягів (22 звичайні/6 експрес).

## Станції
Всі станції на лінії побудовані закритого типу, зі скляними дверима що відділяють платформу від потягу.
Станції від центру Сеула до міжнародного аеропорту Інчхон.
| AREX      |                                                  |                  |                                                |                      |                                                  |                                         |                   |
| № станції | Назва українською                                | Назва корейською | Назва англійською                              | Розташування         | Пересадка                                        | Тип                                     | Дата відкриття    |
| A01       | «Станція Сеул»                                   | 서울역           | «Seoul station»                                | Район Йонгсан, Сеул  | Перша лінія (Сеул) Четверта лінія Кьонгі-Чунганг | Підземна з двома острівними платформами | 29 грудня 2010    |
| A02       | «Конгдок»                                        | 공덕             | «Gongdeok»                                     | Район Мапхо, Сеул    | П'ята лінія Шоста лінія Кьонгі-Чунганг           | Підземна з береговими платформами       | 30 листопада 2011 |
| A03       | «Університет Хонгік»                             | 홍대입구         | «Hongik University»                            | Район Мапхо, Сеул    | Друга лінія (Сеул) Кьонгі-Чунганг                | Підземна з береговими платформами       | 29 грудня 2010    |
| A04       | «Цифрове Медіа Сіті»                             | 디지털미디어시티 | «Digital Media City»                           | Район Инпхьонг, Сеул | Шоста лінія Кьонгі-Чунганг                       | Підземна з двома острівними платформами | 29 грудня 2010    |
| A041      | «Магогнару»                                      | 마곡나루         | «Magongnaru»                                   | Район Кангсо, Сеул   | Дев'ята лінія                                    | Підземна з береговими платформами       | Будується         |
| A05       | «Міжнародний аеропорт Гімпхо»                    | 김포공항         | «Gimpo International Airport»                  | Район Кангсо, Сеул   | П'ята лінія Дев'ята лінія                        | Підземна з береговими платформами       | 23 березня 2007   |
| A06       | «Гьоянг»                                         | 계양             | «Gyeyang»                                      | Район Гьоянг, Інчхон | Перша лінія (Інчхон)                             | Наземна з береговими платформами        | 23 березня 2007   |
| A07       | «Гомам»                                          | 검암             | «Geomam»                                       | Район Со, Інчхон     | Друга лінія (Інчхон)                             | Наземна з береговими платформами        | 23 березня 2007   |
| A071      | «Міжнародне місто Чхонгна»                       | 청라국제도시     | «Cheongna International City»                  | Район Со, Інчхон     |                                                  | Наземна з острівною платформою          | 21 червня 2014    |
| A072      | «Йонгчонг»                                       | 영종             | «Yeongjong»                                    | Район Чунг, Інчхон   |                                                  | Наземна з двома острівними платформами  | 26 березня 2016   |
| A08       | «Унсо»                                           | 운서             | «Unseo»                                        | Район Чунг, Інчхон   |                                                  | Наземна з береговими платформами        | 23 березня 2007   |
| A09       | «Вантажний термінал Міжнародний аеропорт Інчхон» | 공항화물청사     | «Incheon International Airport Cargo Terminal» | Район Чунг, Інчхон   |                                                  | Підземна з береговими платформами       | 23 березня 2007   |
| A10       | «Термінал 1 Міжнародний аеропорт Інчхон»         | 인천공항1터미널  | «Incheon International Airport Terminal 1»     | Район Чунг, Інчхон   | Маглев                                           | Підземна з острівною платформою         | 23 березня 2007   |
| A11       | «Термінал 2 Міжнародний аеропорт Інчхон»         | 인천공항2터미널  | «Incheon International Airport Terminal 2»     | Район Чунг, Інчхон   |                                                  | Підземна з острівною платформою         | 13 січня 2018     |

## Галерея

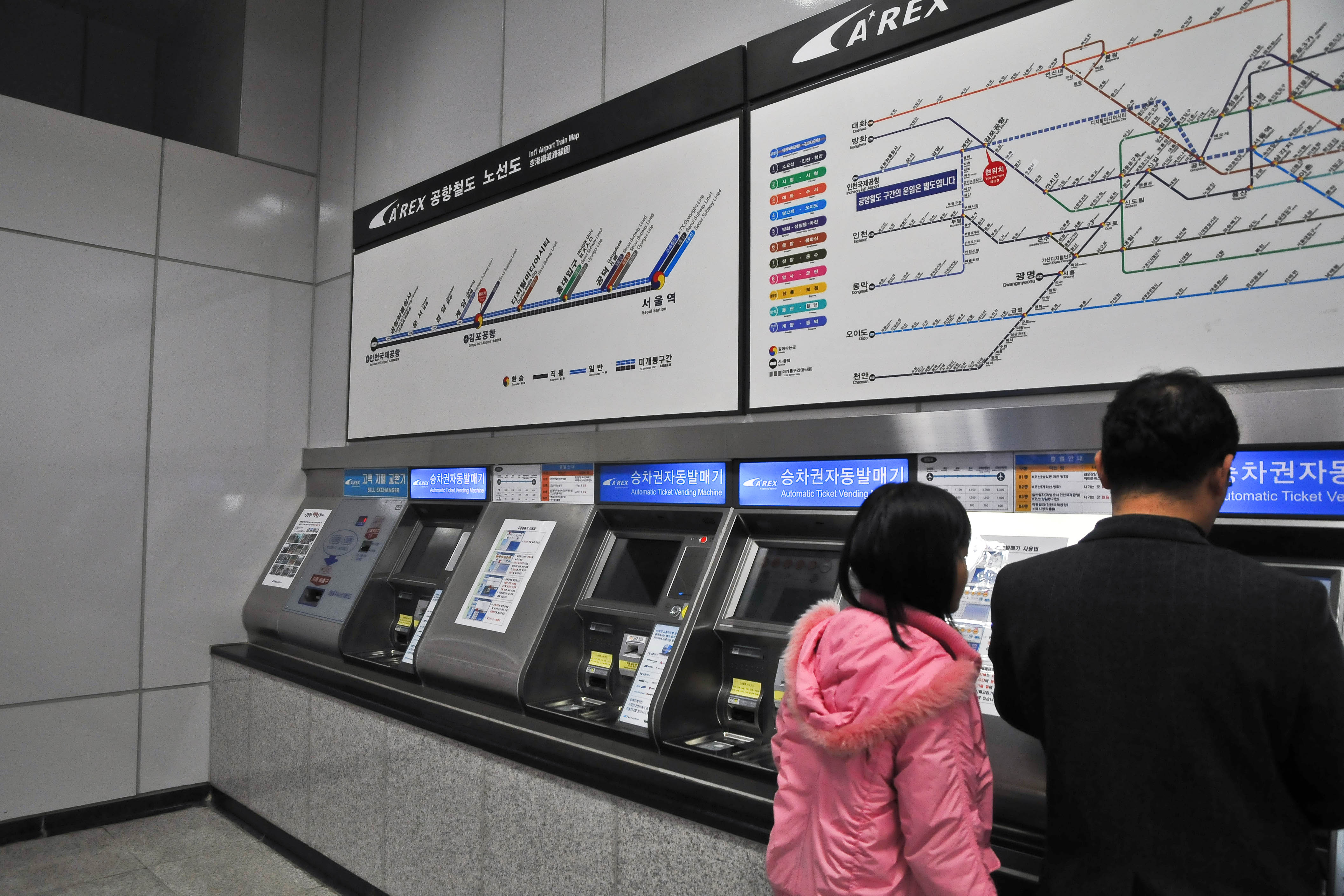
Квиткові автомати
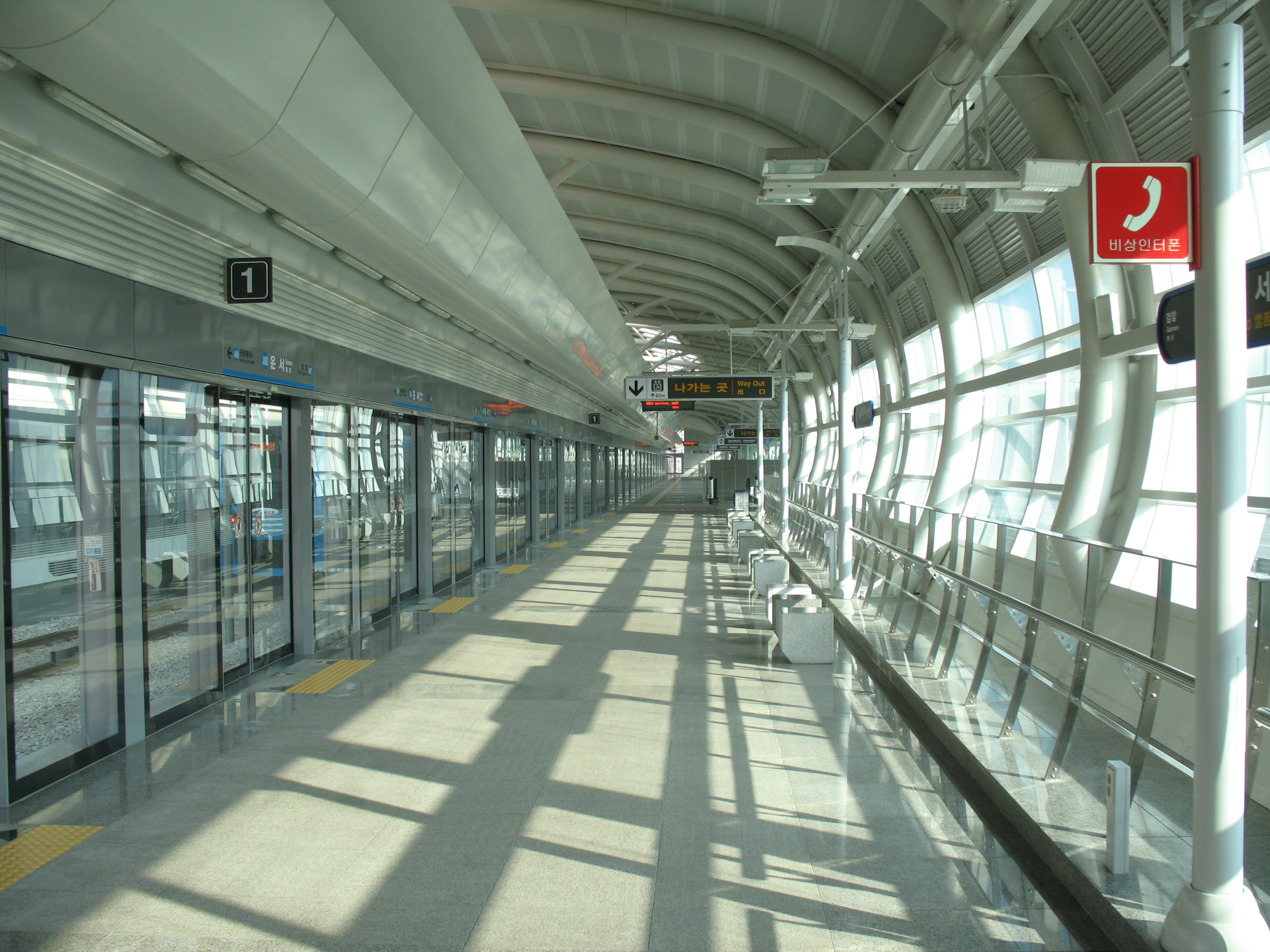
Платформа станції «Унсо»
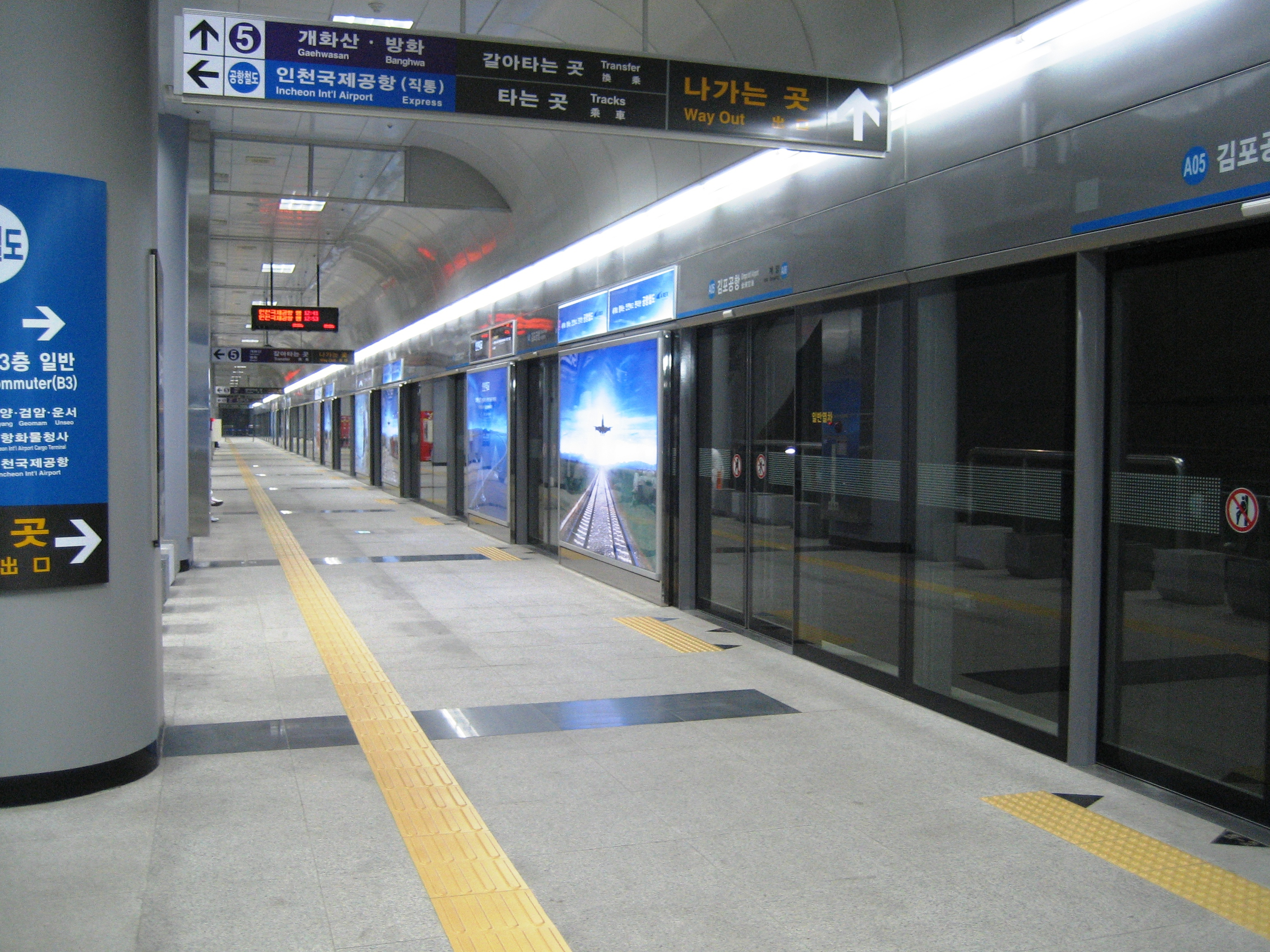
Платформа станції «Міжнародний аеропорт Гімпхо»
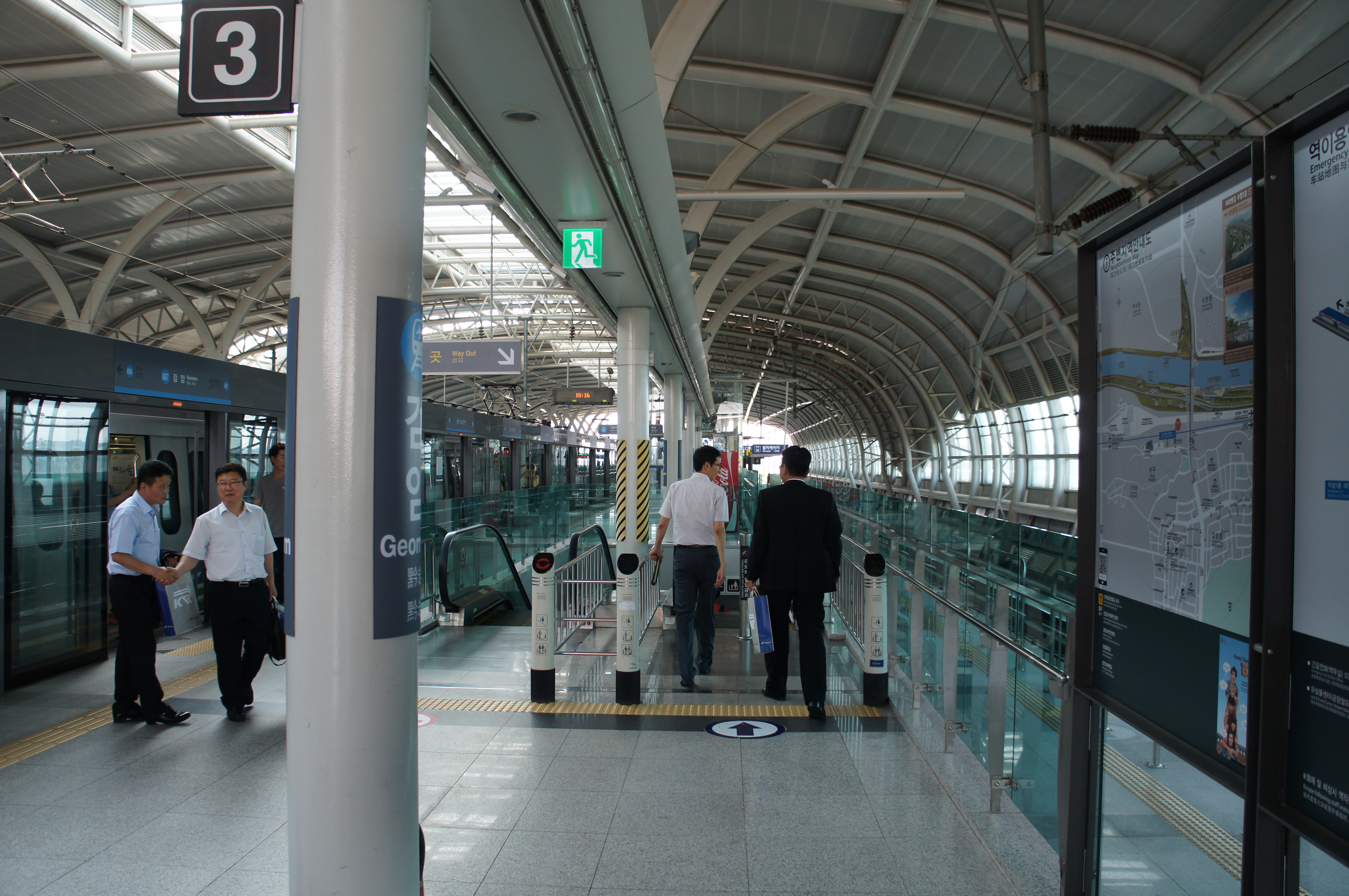
Платформа станції «Гомам»